# English Bazar
English Bazar (alternativt Ingraj Bazar) är en stad i nordöstra Indien. Den är belägen i delstaten Västbengalen och är administrativ huvudort för distriktet Malda. Staden, English Bazar Municipality, hade 205 521 invånare vid folkräkningen 2011. Storstadsområdet, English Bazar Urban Agglomeration, inkluderar staden Old Maldah samt ytterligare tre orter och hade 313 681 invånare 2011.